# 다치 스스무
다치 스스무(일본어: 舘暲, 1946년 1월 1일 ~ )는 도쿄 대학교 대학원 정보 이공학계 연구과 시스템 정보학 전공 교수이다. 시스템 정보학, 특히 로봇 공학, 가상현실, 계측 공학, 제어 공학에 관한 연구자·교육자.도쿄도 출신.공학박사.
1973년, 도쿄 대학교 대학원 공학계 연구과 계수 공학 전문 과정을 수료했다.
그 후, 1973년 4월부터, 도쿄 대학교 공학부 계수 공학과 조수, 1975년 5월부터, 통상산업성 공업기술원 기계 기술 연구소 연구원. 주임 연구관, 원격 조정 과장, 바이오 로보틱스 과장을 역임했다.
이 기간중, 1979년 7월부터 1980년 7월까지, 매사추세츠 공과대학교의 객원 연구원. 1989년 9월부터, 도쿄 대학교 조교수를 겸무해, 1991년 1월, 도쿄 대학교 첨단 과학기술 연구 센터 조교수로 취임했다. 1992년 4월, 동센터 교수, 그 후, 1994년 4월, 공학부 교수, 2001년 4월, 정보 이공학계 연구과 교수로 취임했다.